# Ye Rongguang
Ye Rongguang est un joueur d'échecs chinois né le 3 octobre 1963, qui fut le premier joueur chinois à recevoir le titre de grand maître international en 1990.

## Biographie et carrière
Ye Rongguang remporta le championnat de Chine en 1990 (après avoir fini deuxième en 1983). La même année, il finit premier ex æquo du tournoi zonal de Shah Allam et remporta le départage à trois joueurs pour la première place (avec 3 points sur 4). Il  représenta la Chine au tournoi interzonal de Manille qualificatif pour le Championnat du monde d'échecs 1993 (il finit 44e avec 6 points sur 13) et reçut le titre de grand maître international la même année.
Il a joué dans l'équipe de Chine lors de trois olympiades de 1988 à 1992, marquant 70 % des points (24,5 points en 35 parties) et de deux championnat du monde par équipes (en 1985 et 1989), remportant la médaille de bronze individuelle au sixième échiquier en 1985.
Avec la Chine, il remporta le championnat d'Asie d'échecs des nations en 1987 et 1989 et 1991.
En 1997, il finit troisième du tournoi d'Anvers derrière Veselin Topalov et Viktor Kortchnoï.